# Game Dev Tycoon
Game Dev Tycoon – gra komputerowa z gatunku symulacji ekonomicznej, stworzona i wydana przez studio Greenheart Games. Premiera gry odbyła się 10 grudnia 2012 roku na platformę Microsoft Windows, a następnie została wydana na systemy macOS, Linux, urządzenia mobilne (iOS, Android) oraz konsolę Nintendo Switch. Gra pozwala graczom wcielić się w rolę twórcy gier wideo zarządzającego własną firmą deweloperską, śledząc jej rozwój na przestrzeni kilkudziesięciu lat historii branży gier komputerowych.

## Rozgrywka
Game Dev Tycoon to ekonomiczna gra symulacyjna, której celem jest zarządzanie studiem deweloperskim, specjalizującym się w tworzeniu gier komputerowych. Gra ukazuje trzy dekady rozwoju przemysłu gier, zaczynając od ery komputerów PC, przez pierwsze konsole, aż po zakończenie roku 2013. Gracz ma za zadanie projektować gry, zarządzać studiem oraz pozyskiwać fundusze i fanów. Rozgrywka zaczyna się od założenia firmy. Na tym etapie gracz wybiera nazwę swojego studia oraz tworzy postać, decydując o jej wyglądzie i płci. Wpływ tych wyborów na dalszą rozgrywkę jest minimalny i polega tylko na aspektach wizualnych. Początkowe biuro to garaż, w którym gracz rozpoczyna produkcję gier. Na początku dostępny budżet wynosi 70 tysięcy jednostek waluty, a gracz nie może zatrudniać pracowników. Interfejs gry przedstawia różne wskaźniki, takie jak błędy w tworzonej grze, design, zaawansowanie technologiczne oraz punkty badań. Gracz śledzi postęp w produkcji gry, liczbę fanów oraz stan konta, co jest kluczowe dla rozwoju studia.
Projektowanie gier w grze rozpoczyna się od wybrania opcji „Stwórz nową grę”, w której gracz nadaje tytuł gry, wybiera jej temat oraz gatunek. Na początku dostępne jest tylko kilka tematów jak np. Sport, Wojna, Średniowiecze czy Kosmos, a gatunki obejmują Grę akcji, Przygodową, RPG, Symulacje i Strategię. Wybór odpowiedniej kombinacji tematu i gatunku zwiększa szanse na sukces, chociaż losowość w grze sprawia, że nie każda dobrze dobrana kombinacja gwarantuje wysokie oceny i dużą sprzedaż. Kolejnym krokiem jest wybór platformy docelowej, począwszy od PC i G64, co wiąże się z różnymi kosztami produkcji i udziałem w rynku, co wpływa na potencjalną sprzedaż. Gracz musi strategicznie wybrać platformę, uwzględniając ograniczony budżet oraz popularność urządzenia. Produkcja gry podzielona jest na trzy etapy. W pierwszym etapie gracz ustala priorytety dla takich elementów jak silnik gry, rozgrywka oraz fabuła i zadania. Drugi etap obejmuje dialogi, projekty poziomów i sztuczną inteligencję, a trzeci – projekt świata, grafikę oraz dźwięk. Każdy etap wymaga ustawienia suwaków odpowiadających za nakład pracy na poszczególne elementy, co pozwala na dostosowanie gry do jej tematu i gatunku. Na końcu procesu produkcji, gracz ma możliwość usunięcia błędów powstałych w trakcie tworzenia gry, co wpływa na jakość gry i jej ocenę przez krytyków oraz graczy. Po zakończeniu produkcji gra trafia na rynek, gdzie oceniana jest przez cztery fikcyjne magazyny: „Star Games”, „Informed Gamer”, „Game Hero” oraz „All Games”. Każdy z nich wystawia ocenę w skali od 1 do 10, co wpływa na sprzedaż gry. W pierwszym tygodniu sprzedaży prezentowane są dane na temat liczby sprzedanych egzemplarzy oraz pozycji gry na liście bestsellerów. W miarę postępu rozgrywki gracz zdobywa dostęp do kampanii marketingowych, które mogą zwiększyć zainteresowanie grą przed jej premierą. Koszty kampanii różnią się w zależności od jej zasięgu, a zarządzanie budżetem jest szczególnie ważne w początkowej fazie gry. Eksperymentowanie z tematami i gatunkami gier jest kluczowe dla osiągnięcia sukcesu w grze. Tworzenie niestandardowych połączeń, takich jak symulacja lekarza dla dorosłych odbiorców, może przynieść wysokie zyski. Gracz ma także możliwość tworzenia kontynuacji popularnych gier, chociaż sequele rzadko osiągają wyższe wyniki niż oryginalne produkcje. Zarządzanie budżetem, reagowanie na zmieniające się trendy oraz podejmowanie strategicznych decyzji to kluczowe elementy rozgrywki w Game Dev Tycoon.
W miarę rozwoju studia gracz może podjąć nowe wyzwania, takie jak współpraca z dużymi wydawcami, realizowanie zleceń kontraktowych, prowadzenie badań nad nowymi technologiami i tematami gier. Współpraca z wydawcami staje się możliwa, gdy firma osiągnie wyższy poziom rozwoju i zatrudni pracowników. Gracz może wybrać umowę z wydawcą za pośrednictwem odpowiedniej opcji, która zawiera szczegółowe wymagania dotyczące gatunku, tematyki, minimalnych ocen, rozmiaru gry oraz wysokości zaliczki. Współpraca z wydawcami wiąże się z ryzykiem, ale daje możliwość uzyskania większej sprzedaży, nawet w przypadku mniej udanych produkcji. Praca kontraktowa to sposób na uzyskanie dodatkowych funduszy lub punktów badań, co jest szczególnie przydatne w kryzysowych momentach, gdy firma zmaga się z trudnościami finansowymi. Gracz może podjąć kontrakty, które zawierają szczegółowe wymagania dotyczące technologii i czasu realizacji. Niewywiązanie się z umowy wiąże się z karami finansowymi, dlatego kontrakty wymagają starannego zarządzania zasobami. Dzięki kontraktom gracz może utrzymać płynność finansową i zdobyć dodatkowe zasoby potrzebne do rozwoju studia.
Badania stanowią kluczowy element rozwoju firmy. Gracz może używać punktów badań do odblokowania nowych tematów i technologii. Możliwość definiowania grupy docelowej pozwala na dostosowanie gier do wieku odbiorców. W miarę rozwoju firmy gracz może zainwestować w laboratorium badawcze, co umożliwia rozwój nowych technologii, takich jak gry AAA, nowe formy reklamy czy tworzenie własnej konsoli. W laboratorium opracowywane są również rewolucyjne technologie, takie jak motion-capture czy dystrybucja cyfrowa, które pozwolą na produkcję bardziej zaawansowanych gier. Tego rodzaju inwestycje wymagają jednak dużych nakładów finansowych oraz długoterminowego planowania.
System rozwoju technologicznego w grze odzwierciedla rzeczywistą ewolucję branży gier komputerowych, wprowadzając kolejne generacje sprzętu oraz nowe technologie. Ze względów licencyjnych używane są fikcyjne nazwy, które nawiązują do rzeczywistych odpowiedników, jak np. Mbox zamiast Xbox czy PlaySystem zamiast PlayStation, gra wiernie odwzorowuje zmiany, które miały miejsce w rzeczywistej branży. Wraz z postępem rozgrywki pojawiają się nowe platformy, które zmieniają rynek i wymagają od gracza dostosowania strategii produkcji do aktualnych trendów. Dodatkowo, w grze obecne są komunikaty o nowych prognozach dotyczących przyszłości branży, co pozwala na podejmowanie lepszych decyzji w kontekście rozwoju studia. Fikcyjne targi G3, będące nawiązaniem do rzeczywistych targów E3, stanowią istotny element promocji, podczas gdy rywalizacja między platformami, takimi jak mBox i PlaySystem, odzwierciedla rzeczywisty konflikt między konsolami Xbox i PlayStation. Te elementy gry umożliwiają graczom głębsze wczucie się w rolę szefa studia deweloperskiego, dając poczucie, że wydarzenia w wirtualnym świecie mają realny wpływ na decyzje strategiczne i sukces ich studia.
Funkcja „historia gier” umożliwia analizowanie wyników wcześniejszych produkcji. Gracz może sprawdzić dane dotyczące sprzedaży, kosztów produkcji, przychodów, ocen od krytyków oraz liczby fanów. Analiza tych danych pozwala na dostosowanie strategii produkcji i lepsze zrozumienie preferencji rynku. Dzięki historii gier gracz może poprawić swoje przyszłe produkcje i unikać wcześniejszych błędów. Gra wprowadza również elementy losowe, które wprowadzają nieprzewidywalność i dodatkowe wyzwania. Mogą to być propozycje lokowania produktów w grze, które zwiększają budżet, ale mogą również negatywnie wpłynąć na ocenę gry. Inne losowe zdarzenia to np. oferty będące oszustwami, takie jak propozycje z Nigerii, które oferują wielkie sumy pieniędzy w zamian za opłatę wstępną. Gracz może również zainwestować w ulepszenia sprzętu, co zwiększa efektywność pracowników i jakość tworzonych gier.
Tworzenie własnych silników gier to ważny element rozgrywki, który pozwala na zwiększenie jakości tworzonych produkcji. Gracz może zainwestować w badania, aby stworzyć własny silnik, który będzie wykorzystywany w przyszłych projektach. Silniki pozwalają na lepszą grafikę, dźwięk i funkcjonalność gier, co wpływa na ich ostateczną jakość. Kluczowym elementem w rozwoju studia jest również zatrudnianie pracowników i ich rozwój. Po osiągnięciu odpowiedniego poziomu finansów, gracz może przeprowadzić firmę do większego biura, zatrudnić pracowników oraz inwestować w ich rozwój. Pracownicy specjalizują się w różnych zadaniach, takich jak projektowanie, programowanie, czy szybkość. Efektywność pracowników zależy od ich umiejętności oraz odpoczynku. Ponadto, gracz może inwestować w treningi, które pozwalają na rozwój ich umiejętności.
Targi gier, odbywające się cyklicznie w grze, stanowią okazję do promocji gier. Gracz może wybrać rozmiar stanowiska, co wpływa na liczbę odwiedzających oraz koszt udziału. Targi mają szczególne znaczenie, gdy odbywają się w okresie produkcji lub tuż po wydaniu gry, pozwalając na zwiększenie rozpoznawalności studia i sprzedaży. Zarządzanie finansami w grze jest istotnym elementem rozgrywki. Gracz musi ostrożnie inwestować w rozwój gier, marketing oraz wynagrodzenia dla pracowników, aby uniknąć bankructwa. W razie problemów finansowych, gracz może zaciągnąć pożyczkę, która jest udzielana na początku gry, a później wymaga spłat z odsetkami. Na końcu gry, po 30 latach, wyświetlane jest podsumowanie osiągnięć firmy, w tym statystyki dotyczące sprzedaży, zysków oraz rozwoju.

## Produkcja
Game Dev Tycoon została stworzona przez studio Greenheart Games. Gry została wydana 10 grudnia 2012 roku na platformę Windows. W kolejnych latach tytuł był portowany na inne platformy: 2013 przyniósł wersje na macOS i Linux, 28 listopada 2017 roku pojawiło się wydanie mobilne na iOS, 31 stycznia 2018 roku na Android, a 8 października 2020 roku nastąpiła premiera na Nintendo Switch.

### Walka z piratami
Twórcy gry umieścili w grze specyficzny sposób na walkę z piractwem internetowym. Studio celowo udostępniło zmodyfikowaną wersję gry na portalach torrentowych, w której po pewnym czasie rozgrywki studio gracza nieuchronnie bankrutowało z powodu piractwa. Ta akcja zyskała szeroki rozgłos w mediach branżowych i znacząco przyczyniła się do promocji tytułu. W marcu 2024 roku gra została udostępniona również za pośrednictwem platformy Netflix.

## Odbiór
Game Dev Tycoon uzyskało, na platformie agregującej recenzje gier, Metacritic średni wynik 68/100, co klasyfikuje oceny krytyków jako „mieszane lub średnie”.
Gra była chwalona za wiele aspektów. Krytycy docenili jej wciągającą mechanikę symulacyjną, która pozwala graczom wcielić się w rolę twórcy gier wideo, zaczynając od niewielkiego projektu w garażu aż po rozwiniętą firmę produkującą globalne hity. Wyróżniono także humorystyczne podejście do przedstawienia historii branży gier oraz liczne nawiązania do klasyków i przełomowych momentów w tej dziedzinie. Duże uznanie zyskała również satyryczna warstwa gry, która w błyskotliwy sposób komentuje realia przemysłu gier wideo, takie jak trendy rynkowe, recenzje krytyków czy presja finansowa.
Nick Hanchet z magazynu „Switch Player” napisał o wersji gry na Nintendo Wii: „Game Dev Tycoon to wciągająca symulacja, która pozwala graczom prześledzić historię branży gier wideo, oferując przy tym sporo humoru i satysfakcji z tworzenia własnych tytułów”. Drew Leachman z ZTGD zauważył: „Game Dev Tycoon ma kilka świetnych rozwiązań, a społeczny komentarz i satyra na branżę gier bywają momentami naprawdę ujmujące. Pierwsze przejście gry to przyjemna podróż przez historię gier wideo”. Recenzenci docenili także łatwość obsługi oraz dostępność rozgrywki, co czyniło grę atrakcyjną dla szerokiej grupy odbiorców.
Pomimo pochwał, gra spotkała się także z krytyką. Najczęściej wskazywanymi problemami była ograniczona ilość zawartości i mechanik, co powodowało, że rozgrywka stawała się monotonna po kilku godzinach. Krytykowano także brak głębi w późniejszych etapach gry, które według recenzentów nie były wystarczająco rozwinięte, aby utrzymać zainteresowanie graczy. Leachman zwrócił uwagę na to, że „gra ma ograniczoną ilość zawartości, która utrzyma graczy na dłużej, a kiedy wrócą do gry, minie trochę czasu, zanim wciągną się w jej sedno”. Inni recenzenci wyrażali rozczarowanie powtarzalnością misji oraz brakiem większych wyzwań, które mogłyby urozmaicić rozgrywkę.